# Neverwinter Nights 2
Neverwinter Nights 2 es un videojuego de rol desarrollado por Obsidian Entertainment y publicado el 3 de noviembre de 2006 por Atari. Es la secuela de Neverwinter Nights de BioWare, un exitoso juego basado en el sistema de Dungeons & Dragons. Neverwinter Nights está basado en las reglas de la tercera edición de Dungeons & Dragons, pero Neverwinter Nights 2 lo está en la v3.5 (también conocida como la 3ª edición revisada), salvo algunos cambios para adaptarlo a un videojuego en tiempo real.

## Producción, promoción y publicación
El original Neverwinter Nights fue desarrollado por BioWare. En julio de 2004 Obsidian Entertainment anunció que ellos habían comenzado la producción de la secuela. Obsidian fue fundada por miembros de la disuelta Black Isle Studios, quienes habían trabajado con BioWare en la serie Baldur's Gate. En diciembre de 2004 Obsidian publicó Star Wars: Caballeros de la Antigua República 2: Los Señores Sith, secuela de otro juego de BioWare. NWN2 se ha empezado a construir haciendo uso de una nueva versión reescrita y actualizada del motor Aurora Toolset de NWN, ahora llamado Electron Toolset. BioWare proporciona la asistencia técnica para el motor.
La secuela será solo para Windows, al contrario de su predecesor que también ha sido compilada para Linux y MacOs X.
La publicación estaba prevista inicialmente para algún momento de 2006. El 12 de abril de 2006, un portavoz de Obsidian dijo que la publicación más inminente podría ser en septiembre de 2006. Finalmente, la web oficial del juego lo anunció para el 20 de octubre de 2006. De nuevo, sufrió otro retraso, considerándose como última fecha de publicación el 3 de noviembre de 2006. Pero, llegado este día, y al parecer por un problema de distribución, se retrasó al día 8, cuando se puso a la venta en la mayor parte de España, aunque algunos lugares tuvieron que esparar hasta el día 9 o 10 para poder adquirir la versión normal así como alguna de las dos de coleccionista.
Aunque previsto para abril de 2006, el sitio web oficial fue lanzado el 28 de marzo de 2006, conteniendo muy poca información novedosa.
En las entrevistas que han ofrecido los desarrolladores, comentan que han estado muy comprometidos con su trabajo y están convencidos de que la comunidad de jugadores disfrutará del juego. Las primeras capturas de pantalla oficiales del juego fueron reducidas imágenes en blanco y negro de modelos simples y fueron publicados en el manual del juego de ordenador Dragonshard de Atari, publicado en septiembre de 2005. Las primeras capturas de pantalla a color y a tamaño completo aparecieron en exclusiva en un artículo del suplemento de diciembre de 2005 de PC Gamer Magazine, aunque ya circulaban extraoficialmente desde el 10 de octubre de 2005.
La reacción en ese momento a estas capturas de pantalla por la comunidad fue bastante positiva.
Varias capturas y vídeos de baja resolución aparecieron en las semanas previas y durante el Electronic Entertainment Expo de 2006 (E3 2006). El más notable, un tráiler oficial que fue publicado en el website oficial poco antes del evento. 
Al contrario que los vídeos de baja calidad que circulan por Internet, el tráiler no mostraba secuencias del juego, sino la introducción cinemática del mismo.

### Cliente
- Interfaz
  - Interfaz del juego y controles de cámara más flexibles y personalizables.
    - Las ventanas pueden escalarse, personalizarse, y arrastrarse vía XML.
    - Los iconos del inventario son ahora del mismo tamaño.

  - El original sistema de menú radial ahora es reemplazado por un sistema de menú contextual similar al del juego Fallout 2.
- Soporte de grupo
  - Soporte multijugador.
  - El control de grupo ha sido mejorado con un control de grupo absoluto confirmado con hasta 3 PNJ´s (Personajes No Jugadores).
    - El sistema de grupo se ha revisado para incluir 'compañeros' mejor que 'mercenarios'. Las órdenes ahora son más fáciles de implementar.
- Creación de personaje
  - Personalización de personaje mejorada.
    - Escalamiento de personajes y monstruos.
    - Se ha profundizado más en las personalizaciones del inventario.

  - Soporte para subrazas.
  - Los retratos se han retirado y reemplazado con avatares 3D del jugador, similar a Star Wars: Caballeros de la Antigua República 2: Los Señores Sith.
  - Siguen estando todas las clases base de NWN.
    - Se añade la clase base Brujo (Warlock).
    - Se confirma que los personajes pueden elegir ahora hasta cuatro clases en vez de tres.

  - Se mantienen todas las clases de prestigio de NWN (salvo el Cambiante que ha sido retirado).
    - Añadido el Bribón Arcano.
    - Confirmado Campeón de Torm renombrado como Campeón Divino.

  - Sortilegios de alto nivel como Detener el Tiempo no serán incluidos.
  - Los personajes pueden desarrollarse hasta el nivel 20.
- Habilidades
  - Se ha implementado un sistema de fabricación de objetos más completo usando las habilidades apropiadas.
    - La personalización visual de armas y armaduras puede hacerse solo cuando el objeto se haya creado.

### Herramienta de creación
- Deja de llamarse Aurora Toolset. Su nuevo nombre es Electron Toolset.
- Completamente reescrito en C#.
- Mejorado para permitir la apertura de múltiples ventanas simultáneamente.
- Permite diseñar módulos particulares y distribuirlos a otros u hospedarlos en Internet para jugar en línea.
- Los diálogos y los scripts de NWNScript podrán importarse de Neverwinter Nights.
- El uso de heightmap sustituye ahora a los conjuntos de baldosas (tilesets) en las áreas exteriores.
- Se hace uso del software SpeedTree para la generación de vegetación.
- Permite la creación de plugins que amplíen la funcionalidad de la herramienta.